# Conseil militaire de la république de Géorgie
Le Conseil militaire de la république de Géorgie est l'entité gouvernementale qui dirigea la Géorgie de manière intérimaire de janvier à mars 1992. Son régime est considéré comme une dictature militaire et les nombreuses révoltes des partisans de Zviad Gamsakhourdia provoquèrent le déclenchement de la guerre civile et son remplacement par un nouveau régime, le Conseil d'État.

## Contexte et histoire
Après près de sept décennies de domination soviétique et de persécutions anti-nationalistes intenses à la suite de l'invasion de la République démocratique de Géorgie de 1921, la Géorgie devient le premier pays du bloc soviétique à organiser des élections démocratiques et multi-partites en octobre 1990. Celles-ci, faites dans un cadre de périodes troubles pour l'Union des républiques socialistes soviétiques, résultent en une victoire de l'ancien dissident Zviad Gamsakhourdia et de son parti de la « Table ronde », mettant donc fin au régime communiste à Tbilissi. Bientôt, le nouveau gouvernement se sépare complètement de la domination de Moscou et finit par déclarer l'indépendance de la République de Géorgie le 9 avril 1991 après un référendum montrant un vaste soutien populaire pour la séparation totale vis-à-vis du Kremlin.
Toutefois, la popularité de ce jeune gouvernement dirigé par Zviad Gamsakhourdia se révèle éphémère. Les échecs de Tbilissi dans les réformes économiques et institutionnelles, l'isolement international du pays et les conflits ethniques se déroulant en Ossétie du Sud et en Abkhazie contribuent grandement au développement d'une opposition populaire importante. Les anciens alliés de Gamsakhourdia se rallient à l'influente intelligentsia, considérée comme hostile par l'administration, et de nombreux groupes d'opposition se forment. Ceux-ci gagnent une certaine force militaire à partir du mois d'août 1991 quand, à la suite du démembrement controversé de la Garde nationale par Gamsakhourdia (et d'après certaines sources, des militaires soviétiques), le commandant de celle-ci Tenguiz Kitovani organise une rébellion armée avec ces fidèles.
Les protestations des opposants se transforment bientôt en combats sanglants entre forces gouvernementales et troupes anti-Gamsakhourdia. Au fil des mois, la ville de Tbilissi se transforme en champ de bataille et se divise en deux camps. Le coup d'État était mené par deux généraux : l'ancien commandent de la Garde Nationale Tenguiz Kitovani et un ancien criminel pénitentiaire Djaba Iosseliani. Le 22 décembre 1992, les opposants au régime ultra-nationaliste de la naissante Géorgie avaient déjà pris la majorité de Tbilissi et seul le Parlement où s'était réfugié le Président Gamsakhourdia et ses derniers ministres fidèles échappaient encore à leur contrôle. Mais bientôt, Kitovani fit appel aux dernières troupes soviétiques qui étaient restés en Géorgie depuis la dissolution de l'URSS (26 décembre) et le 6 janvier 1992, après la destruction totale du Parlement, le Président Zviad Gamsakhourdia dut renoncer au contrôle de facto de la Géorgie et se réfugia en Arménie (après que l'Azerbaïdjan refusa sa demande d'asile) puis en Itchkérie, où il continua à gouverner un gouvernement en-exil encore reconnu par certaines puissances mondiales.
Un conseil militaire est créé en Géorgie. Celui-ci est dirigé par les chefs de la révolte Tenguiz Kitovani, Djaba Iosseliani et Tenguiz Sigoua, ce dernier étant nommé Premier ministre. La constitution est abolie et le système parlementaire est dissous.
Les derniers politiciens zviadistes quittèrent finalement la Géorgie au début du mois de février, mais dès le 17 février, Zviad Gamsakhourdia rentra via Grozny à Sokhoumi, capitale de la République autonome d'Abkhazie à l'époque encore fidèle à l'ancien président. De là, il rejoint Zougdidi, sa ville natale, capitale de la Mingrélie, où de nombreuses manifestations demandèrent l'établissement d'une « République d'Abkhazie-Mingrélie » dans l'ouest de la Géorgie, indépendante de Tbilissi. De là seront posées les bases des futures prétentions séparatistes des Abkhazes dans une région majoritairement peuplée de Géorgiens. Le Conseil militaire avait prouvé qu'il n'était plus possible pour le pays d'être gouverné trop longtemps par un régime militaire. En effet, depuis le début du mois de janvier 1992, des dizaines de manifestations se produisaient à Tbilissi, la plupart d'entre elles meurtrières. Kitovani et Iosseliani firent alors appel à Edouard Chevardnadze, ancien ministre des Affaires étrangères de l'Union soviétique établit depuis à Moscou. Le 10 mars, il arriva en Géorgie et fit dissoudre le Conseil militaire pour le remplacer par un Conseil d'État, avant de nommer Tenguiz Kitovani Ministre de la Défense et Djaba Iosseliani Commandant de la Garde Nationale.

## Autres

### Sources
- Cet article est partiellement ou en totalité issu de l'article intitulé « République de Géorgie (1992) » (voir la liste des auteurs).